# Tetrahymenidae
Famille
Synonymes
- Deltopylidae,
- Frontoniidae pro parte,
- Leucophry[i]dae

Les Tetrahymenidae sont une famille de Ciliés de la classe des Oligohymenophorea et de l’ordre des Hymenostomatida.

## Étymologie
Le nom de la famille vient du genre type Tetrahymena, composé de tetra, « quatre », et hymen, « membrane », en référence à la nature « à quatre membranes » des organites ciliaires de la région buccale de nombreux oligohyménophoriens. Par exemple les membres de la famille des Tetrahymenidae possèdent une membrane parorale (c'est-à-dire dans la région de la bouche) ou ondulante, située à droite de l'appareil buccal, et trois membranelles situées à gauche.

## Description
Les Tetrahymenidae ont une taille petite (< 80 μm). Leur forme varie entre piriforme, allongée-ovoïde ou cylindrique. Ils vivent en natation libre. Leur ciliation somatique est  holotriche (c'est-à-dire homogène), comprenant entre une et neuf kinés postorales. Certaines espèces possèdent des cils caudaux. La structure buccale comprend des dikinétidés paroraux ciliés sur toute sa longueur, non recouverts de structures pelliculaires, et trois polykinétidés oraux, chacun d'un nombre égal de rangées de kinétosomes, bien que pas toujours de la même longueur.
Leur macronoyau est globulaire, ellipsoïde ou rubané, rarement nodulaire. Un micronoyau est présent, mais quelques espèces sont amicronucléées (sans micronoyau). Des vacuoles contractiles sont présentes. Un cytoprocte (anus) est présent.
Ils sont bactérivores, mais certaines espèces présentent une transformation de microstome (petit orifice buccal) en macrostome (large orifice buccal).
Leurs kystes sont à la fois en sommeil et reproducteurs, chez certaines espèces.

## Habitat et répartition
Selon Lynn, les Tetrahymenidae  vivent dans des habitats d'eau douce ou terrestres soit sous formes libres, soit comme parasites, facultatifs ou obligatoires, chez divers hôtes tels que les limaces, les escargots, les palourdes, les vers enchytréidéss, les moucherons, les moustiques, les têtards et les poissons ; une espèce a été découverte dans les voies urinaires d'un chien.
Selon GBIF (29 octobre 2023), cette famille, qui contient 6 genres selon GBIF et seulement 3 pour Lynn, a une répartition mondiale et dans tous les milieux.

## Liste des genres
Selon GBIF (29 octobre 2023) :
- Blepharostoma Schewiakoff, 1891
- Colpidium Stein, 1860
- Dexiostoma Jankowski, 1967
- Hirsutusporos Batson, 1983
- Lambornella Keilin, 1921
- Melacophrya
- Tetrahymena Furgason, 1940 genre type
  - Espèce type : Tetrahymena geleii Furgason, 1940
  - Espèce synonyme Tetrahymena pyriformis (Ehrenberg 1830) Lwoff 1947

Selon Lynn (2010) :
- Lambornella Keilin, 1921
- Paraglaucoma Kahl, 1926
- Tetrahymena Furgason, 1940

## Systématique
Le nom valide de ce taxon est Tetrahymenidae Corliss, 1952.